# Пінери
Піне́ри (рос. Пинеры, чув. Пĕнер) — селище у складі Шумерлинського району Чувашії, Росія. Входить до складу Краснооктябрського сільського поселення.
Населення — 80 осіб (2010; 158 у 2002).
Національний склад:
- чуваші — 78 %